# Чемпионат мира по тяжёлой атлетике 1905 (III)
В 1905 году чемпионат мира по тяжёлой атлетике проводился трижды: в Берлине, Дуйсбурге (оба — Германия) и Париже (Франция). 8-й Чемпионат мира по тяжёлой атлетике прошёл с 16 по 30 декабря 1905 года в Париже.

## Медалисты
| Вес         | Золото                  | Серебро                 | Бронза                    |
| ----------- | ----------------------- | ----------------------- | ------------------------- |
| До 67,5 кг  | Пьер Бюиссон (Франция)  | Шарль Льебо (Франция)   | Марсель Буатейе (Франция) |
| До 67,5 кг  | Пьер Бюиссон (Франция)  | Шарль Льебо (Франция)   | Робер Фредон (Франция)    |
| До 80 кг    | Андре Дюфур (Франция)   | Мише Блайак (Франция)   | Рожер Морбю (Франция)     |
| Свыше 80 кг | Эмиль Швайцер (Франция) | Жан-Пьер Пешо (Франция) | Гюстав Лакейе (Франция)   |

## Ссылка
- Статистика Международной федерации тяжёлой атлетики